# ماميثا قمية
المامِيثَا القمية نوع نباتي يتبع جنس الماميثا من الفصيلة الخشخاشية. كغيره من أنواع هذا الجنس، هذا النبات سام.

## البيئة والانتشار
موطنها العراق.